# 萬壽
萬壽（1024年8月23日－1028年8月18日）是日本的年號之一，指的是治安之後、長元之前，1024年到1028年這段期間。此時的天皇是後一條天皇。

## 改元
- 治安四年七月十三日（1024年8月23日） 因遇到甲子革令而改元萬壽。
- 萬壽五年七月二十五日（1028年8月18日） 改元長元。

## 出處
《詩經·小雅·南有嘉魚之什·南山有臺》：「南山有桑，北山有楊。樂只君子，邦家之光；樂只君子，萬壽無疆。」

## 紀年、西曆、干支對照表
| 萬壽 | 元年   | 二年   | 三年   | 四年   | 五年   |
| 公元 | 1024年 | 1025年 | 1026年 | 1027年 | 1028年 |
| 干支 | 甲子   | 乙丑   | 丙寅   | 丁卯   | 戊辰   |